# サンクリスピンデー

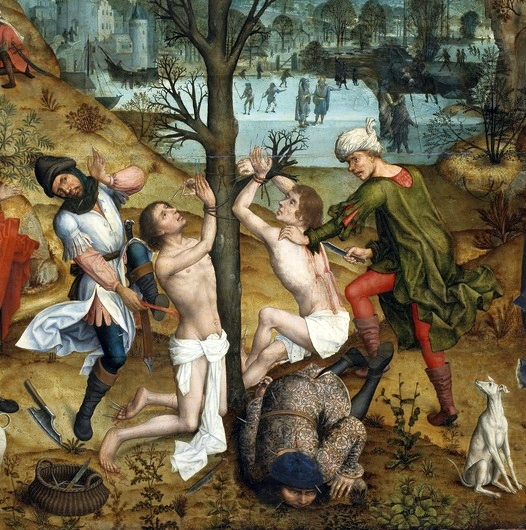
クリスピヌスとクリスピニアヌスの殉教, Aert van den Bossche, 1494年

サンクリスピンデー（聖クリスピンの祭日）とは、ディオクレティヌス帝（マクシミニアヌス帝の迫害だったという説もある ）の迫害により殉教した双子のローマ人クリスピヌスとクリスピニアヌスを祝う日であり、両氏の命日とされる10月25日が該当する。没年は286年や303年とする説などがある。
死後、二人は靴製造者や馬具製造者、製革業者の守護聖人となった。
また二人は生前、迫害から逃れるために移ったパリ北東部のソワソンにて、靴職人・靴屋として働きながらキリスト教を説いていた。物を製造する人々の徳性の典型として中世の説教ではしばしば称賛されている 。彼らは逃避先のソワソンにて無料で靴を作り革を配布したとされ、 イタリアの画家デ・フェッラーリの作品のなかには貧乏人を助ける二人の様子を描いたものがある。
彼らに対する崇敬が特にイギリスで盛んになったのはシェイクスピアの戯曲『ヘンリー五世』（第4幕第3場）における「聖クリスピンの祭日の演説」で取り上げられたためである。戯曲に出てくる演説は1415年10月25日に、アジャンクールの戦い（後述）に向かうイギリス軍に対し、ヘンリー五世が同祝日を引き合いに出しながら鼓舞する場面である。

## サンクリスピンデーの聖人暦としての記録や解釈
二人の聖人暦は10月25日とされている。この日は第2バチカン公会議にてローマ・カトリック教会の普遍的な教会暦からは削除されたが、二人自体は聖人として、『ローマ殉教』の最新版では今もなお祝されている。一方この聖人暦は、聖公会が発行した『 聖公会祈祷書 (1662)』 においては「不吉な聖人の日」として、『聖公会祈祷書（2000）』においては「記念日」として、それぞれ記されている。

## サンクリスピンデーと、戯曲『ヘンリー五世』におけるアジャンクールの戦い
フランスとの百年戦争中、1415年に発生したアジャンクールの戦いは、戯曲『ヘンリー五世 (シェイクスピア)』にて脚色されている。ヘンリーが聖クリスピンの祭日である10月25日に、「人数が少ないほど、取り分となる名誉が大きい」と伝え、数では劣勢だったイギリス軍兵士を鼓舞して、フランス軍と戦わせた。
演説の主要部分は「この日はクリスピアンの聖人暦と呼ばれる」と始まり、「戦いを生き残った兵士たちは毎年、クリスピアンの名において立ち上がる」「この傷はクリスピンの日のものだ」。そして、次のように続く。
この日から世界の終わる時まで、クリスピンとクリスピニアンの名は残らないだろう。

しかし我々は人々の記憶に残るだろう。

我々は実に少数ではあるが、深い絆（band of brothers）で結ばれているのだ。